# المليحه الطويلة
مركز المليحه الطويلة هو مركزٌ إداري تابعٌ لمحافظة الرين في منطقة الرياض ، ويصنف من فئة (ب) ورمزه 1470.